# Hogna magnosepta
Hogna magnosepta är en spindelart som först beskrevs av Guy 1966.  Hogna magnosepta ingår i släktet Hogna och familjen vargspindlar.
Artens utbredningsområde är Marocko. Inga underarter finns listade i Catalogue of Life.